# Plexus aorticus thoracicus
Der Plexus aorticus thoracicus ist ein Geflecht aus Nervenfasern, das die Brustaorta umgibt. Er gehört zu den viszeralen Nervengeflechten, den Plexus autonomici.
Der Plexus aorticus thoracicus beginnt schon am Aortenabgang aus der linken Herzkammer, wobei er den Plexus cardiacus fortsetzt und erstreckt sich bis zum Hiatus aorticus (Durchtrittsöffnung des Zwerchfells für die Aorta), wo er in den Plexus aorticus abdominalis übergeht. Der Plexus aorticus steht außerdem über Fasern, die er entsendet, mit dem Plexus pulmonalis und dem Plexus oesophageus in Verbindung.
Sympathische Fasern des ersten bis fünften Brustganglion und des Nervus splanchnicus major bilden den Hauptbestandteil dieses Nervengeflechts. Daneben erhält der Plexus aorticus thracicus auch Fasern des Vagusnervs.